# Vojni muzej v Budimpešti
Vojni muzej v Budimpešti je muzej v glavnem mestu Madžarske (Budimpešta), ki se nahaja v tamkajšnji trdnjavi. V njem je zbrano različno orožje in predstavlja pomembno madžarsko muzejsko ustanovo.
Osrednjo zbirko predstavlja stalna razstava orožja 20. stoletja, ki kronološko prikazuje obdobje od madžarske kraljeve vojske iz prve svetovne vojne do obdobja hladne vojne. Muzej z eksponati oskrbuje madžarsko ministrstvo za obrambo, ki sodeluje z muzeji celega sveta. Med najpomembnejšimi partnerji so muzeji iz Avstrije, Romunije, Slovenije in Ukrajine.
Med najpomembnejšimi eksponati, ki so na ogled v muzeju je pištola ameriškega generala Pattona iz Druge svetovne vojne, na dvorišču pa sta razstavljena tudi dva topa iz Boksarske vstaje.